# Banjarjo (Kebonagung)
Banjarjo is een bestuurslaag in het regentschap Pacitan van de provincie Oost-Java, Indonesië. Banjarjo telt 1126 inwoners (volkstelling 2010).